# Francesco Maria Franceschinis

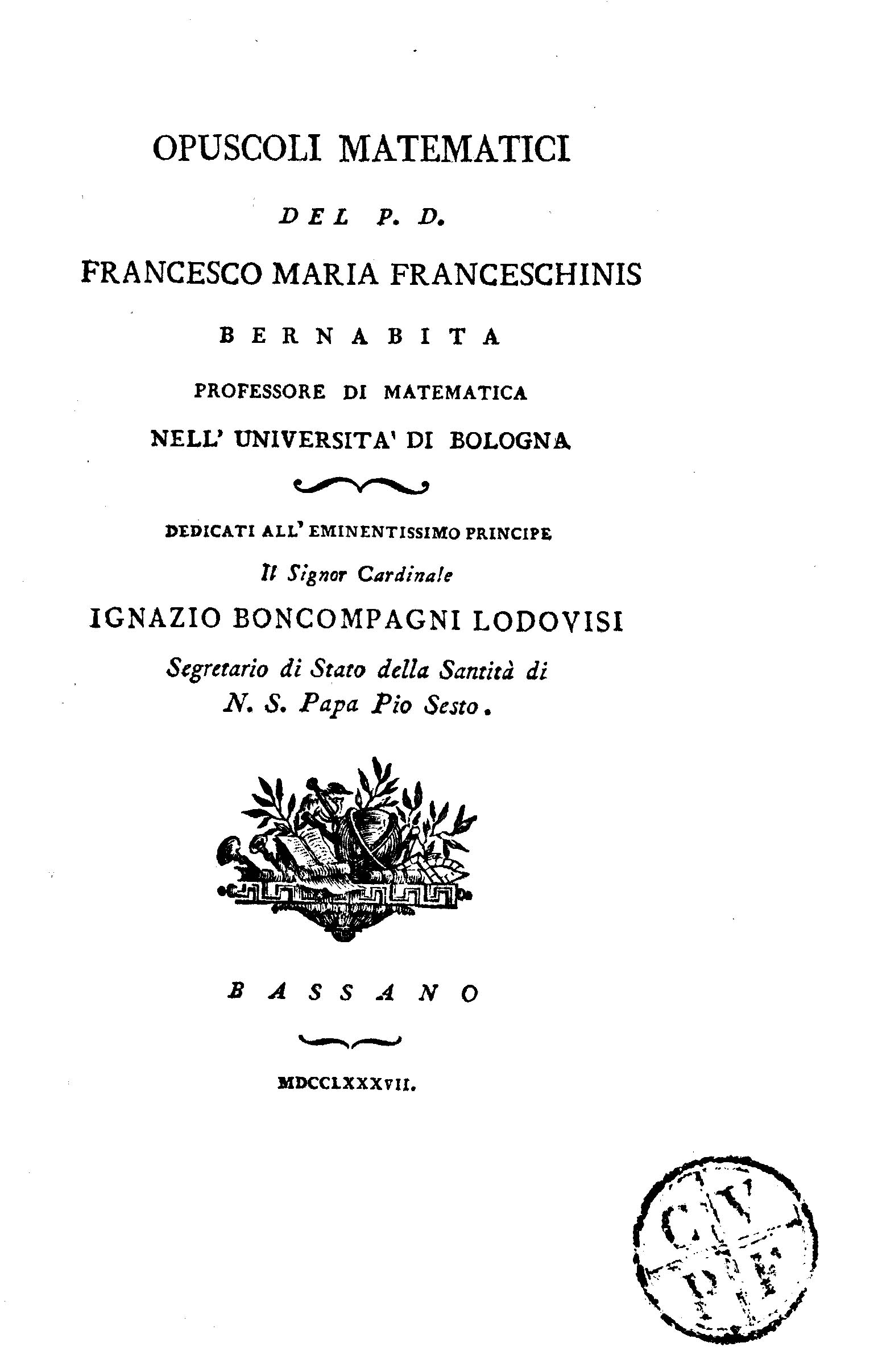
Opuscoli matematici, 1787

Francesco Maria Franceschinis (Udine, 6 settembre 1756 – Monza, 25 dicembre 1840) è stato un matematico italiano.

## Biografia
Fu professore di matematica a Roma e, dal 27 maggio 1790, socio corrispondente dell'Accademia delle Scienze di Torino.
Ricoprì la carica di rettore unico dell'Università degli Studi di Padova nel 1808-1809 e successivamente dal 1814 al 1816. Contrario agli ideali della Rivoluzione Francese, scrisse anche alcune opere politiche in cui difese i governi tradizionali.

## Opere
- Opuscoli matematici, Bassano, Giuseppe Remondini, 1787.